# Грбови Хрватске кроз историју
Грбови Хрватске су увек препознатљиви по црвено-сребрним шаховским пољима. 
Кроз историју, мењао се редослед боја неколико пута - некад је то било црвено-сребрна шаховница (са почетним, горњим левим пољем штита црвеним) а некад сребрно-црвена (са почетним пољем сребрним). 
Према једној легенди, „белим пољем је почињао грб када је била Хрватска самостална, а црвеним када није“. 
Такође, број поља и њихов распоред су се пуно пута мењали, тако да су скоро на сваком грбу другачији. 
1508. године, на грбу на слици Фридрика III Хабзбуршког се види варијанта 4x4, затим 8x8 на печату цетинског сабора из 1527, и на грбу Хрватске за време Хабзбуршке монархије 5x6. 
У 19. и 20. веку се усталила варијанта грба Хрватске са 25 поља: на грбу Земаља круне светога Стефана (1868-1918) је био распоред 5x5, затим на грбу Краљевине Југославије је 5x5, на амблему НДХ 5x5, на амблему СР Хрватске 5x5, и на садашњем грбу Републике Хрватске је 5x5.

## Хрватска уСрпском царству
Према неким Илирским грбовницима и ауторима коју су те грбове покушали реконструисати, грб Хрватске се појављује на замишљеном грбу Душановог царства, где је међу осталима приказан и грб Хрватске, на седмом пољу штита, као грб једне од територија које су биле под влашћу цара Душана (ту су још приказане и грбови Македоније, Славоније, Босне, Бугарске, Далмације, Србије, Рашке и Херцеговине).
Према Фојничком грбовнику, на „Заједничком грбу“ тј. грбу Душановог царства, грб Хрватске је приказан на седмом пољу штита са 20 шаховских поља и првим пољем сребрним, у распореду 5x4 (19 видљивих). Опет, у наставку грбовника, где су сви грбови са заједничког грба појединачно приказивани, на грбу Хрватске је приказана шаховница са чак 30 поља, у распореду 5x6 (28 видљивих).
Према новијој реконструкцији грба Душановог царства коју је радило СХД Бели Орао, грб Хрватске је приказан као шаховско поље са наизменичним сребрним и црвеним пољима, у варијанти са петнаест поља (14 видљивих), распореда 5x3.

## Хрватска уХабзбуршкој монархији
Грб Хрватске је штит подељен на тридесет шаховских поља, распореда 5x6, са наизменичним сребрним и црвеним пољима, а над штитом је круна.

## Земље круне светога Стефана
Грб Земаља круне светога Стефана је штит на коме су приказани грбови Далмације, Хрватске, Славоније, Босне и Херцеговине, Ријеке и Трансилваније, и преко њих по средини грб Мађарске.
На грбу Земаља круне светога Стефана се појављује хрватски грб, као штит са 25 шаховских поља у распореду 5x5, вероватно први пут у варијанти где је прво поље црвено.

## Краљевина Срба, Хрвата и Словенаца
На грбу Краљевине Југославије су у малом штиту приказани грбови Србије, Хрватске и Словеније. Грб Хрватске се овде поново појављује у истој варијанти као и претходни пут: штит подељен на 25 шаховских поља у распореду 5x5, са наизменичним црвеним и сребрним пољима.
Велики грб Бановине Хрватске представља немањићког двоглавог орла са историјским грбом Хрватске на штиту и југословенском краљевском круном Карађорђевића.

## Амблем Независне Државе Хрватске
Са настанком амблема НДХ, дошло је до нове инверзије боја на грбу, па је штит поново сребрно-црвени. Над штит се ставља и стилизовано слово У, које треба да представља усташки покрет.
Амблем Независне Државе Хрватске је штит подељен на 25 шаховских поља у распореду 5x5 са првим пољем сребрним и са латиничним словом У изнад штита.

## Народна/Социјалистичка Република Хрватска
За основу је поново узет хрватски грб из грба Краљевине Југославије, а у његово подножје је додато плаво море из кога израња излазеће Сунце и преко тога стоји шаховница, која благо зарања у море. Цео призор је уоквирен класјем пшенице и на врху је постављена петокрака, као симбол комунистичке власти.

## Грб Републике Хрватске
Грб Републике Хрватске се ослобађа класја пшенице и петокраке изнад њега, али и плавог мора у које је зарањао и Сунца које се иза њега рађало. Изнад грба је извијена стилизована бедемска круна која је састављена од 5 других грбова: старог хрватског грба, и грбова Дубровачке републике, Далмације, Истре и Славоније.
На стилизованој круни изнад штита, трећи, четврти и пети грб су историјски грбови Далмације, Истре и Славоније. Први, од пет грбова на круни, представља грб који се појављује на хрватском новцу које је ковао херцег Хрватске а касније краљ Андрија (1205—1235), брат угарског краља Емерика (1196—1204), тзв. хрватским фризатицима. Новац са тим грбом се почео ковати 1196. године. На наличју су имали црквени забат са два торња, а на лицу су, за разлику од првобитних фризатика, имали грб са полумесецом у подножју и звездом изнад њега, и натписом Andreas D CR (скраћено од Andreas Dux CRoatiae). Тај грб се сматра првим грбом Хрватске.
Грб Републике Хрватске је штит подељен на 25 шаховских поља, распореда 5x5, са наизменичним црвеним и сребрним пољима. Изнад њега су пет грбова стилизованих попут круне која је над штитом: 1. горе златна шестокрака звезда и доле сребрни полумесец окренут нагоре на плавој подлози, 2. пет једнаких хоризонталних пруга, прва, трећа и пета плаве, а друга и четврта црвене боје, 3. три златне лавовске главе са златним крунама на свакој распореда 2:1 на плавој позадини, 4. златна коза оружана црвено на плавој подлози, 5. црвена хоризонтална пруга по средини, обрубљена белим одоздо и одозго на којој је ласица у природној боји у скоку, изнад пруге златна шестокрака звезда, све на плавој позадини. Пет грбова на круни су различитих нијанси плаве, први, трећи и пети светлоплаве боје а други и четврти тамноплаве боје.
Боја грбова који стоје у круни нису историјске боје. Први грб, у оригиналу се увек појављивао у црвеној боји док је овде стављен у плавој. Такође, хералдика у својој пракси не признаје нијансе боја па тако грбови не могу бити у различитим нијансама плаве већ само у једној јединој.

## Остали примери
- Полумесец и шестокрака звезда (1196)
- Грб Хрватске, према Фојничког грбовнику
- Детаљ са прочеља изнад улаза у Хрватски сабор.
- Грб Краљевине Хрватске и Славоније
- Грб хрватско-угарског краља Матије Корвина (1458—1490)
- Грб Краљевине Славоније
- Грб Краљевине Далмације
- Грб СР Хрватске
- Први грб Републике Хрватске, у употреби 1990. године.